# 金丝桃荛花
金丝桃荛花（学名：Laplacea lamatsoensis）是山茶科南美大头茶属的植物。分布于中国大陆的云南等地，生长于海拔2,600米至3,200米的地区，见于河谷及石灰岩的灌丛中，目前尚未由人工引种栽培。